# Cyfrowy Polsat
Cyfrowy Polsat  – polska spółka akcyjna z siedzibą w Warszawie, działa w branży medialnej, telekomunikacyjnej, zielonej energii oraz nieruchomości.
Jest to największy w Europie Środkowo-Wschodniej i czwarty pod względem liczby abonentów w całej Europie operator telewizji satelitarnej (stan na 2010). 
Jest właścicielem platformy Polsat Box. W listopadzie 2009 roku, będąc 10 lat na rynku platforma posiadała 3 545 000 abonentów (+600 tys. użytkowników prepaid).
Działalność firmy obejmuje także oferowanie usług: PPV, VOD Domowej Wypożyczalni Filmowej, TV online, catch-up TV, TV Mobilnej w technologii DVB-T, a także dostępu do szerokopasmowego Internetu w bezprzewodowych technologiach LTE i HSPA+.
Spółka jest także producentem dekoderów telewizyjnych, zarówno satelitarnych dla oferowanych przez siebie usług, jak również dla naziemnej telewizji cyfrowej.
Operator korzysta z zespołu satelitów telekomunikacyjnych Hot Bird krążących po orbicie okołoziemskiej na 13. stopniu długości geograficznej wschodniej. Obecnie wszystkie jego stacje są kodowane w systemach Nagra Media Access (w skrócie: Nagra MA) i Irdeto.
Grupa Polsat Plus, której nadrzędną spółką jest Cyfrowy Polsat, jest jedną z największych grup medialno-telekomunikacyjnych w Europie, do której należą także: Polkomtel, operator sieci komórkowej Plus i dostawca Internetu w technologii LTE, Telewizja Polsat – najstarszy polski prywatny nadawca telewizyjny, oferujący ponad trzydzieści kanałów telewizyjnych oraz serwis wideo online Polsat Box Go.

## Historia
6 maja 2008 Cyfrowy Polsat debiutuje na Giełdzie Papierów Wartościowych w Warszawie. W lipcu spółka posiadała blisko 10 000 punktów sprzedaży w całej Polsce i umożliwiała korzystanie z usług prepaid i postpaid Rodzinnej Telefonii Komórkowej Cyfrowego Polsatu.
W listopadzie 2010 roku Cyfrowy Polsat ogłosił, że kupuje 100% akcji Telewizji Polsat. Rok 2010 to także finalizacja transakcji zakupu spółki M.Punkt Holdings Ltd., będącej właścicielem dystrybutora usług telefonii komórkowej. W 2010 roku spółka uruchamia usługę szerokopasmowego dostępu do internetu w technologii HSPA+ i wprowadza na rynek pierwszy dekoder HD własnej produkcji.
We wrześniu 2015 roku Grupa Cyfrowego Polsatu została wyróżniona w prestiżowym rankingu brytyjskiego magazynu finansowego Euromoney, „Best Managed Companies in Central & Eastern Europe 2015”, zajmując 8. miejsce w regionie Europy Środkowo-Wschodniej.
Od maja 2008 roku Cyfrowy Polsat jest notowany na Giełdzie Papierów Wartościowych w Warszawie.
1 września 2021 roku Cyfrowy Polsat zmienił swoją nazwę handlową na Polsat Box.
W 2022 roku został zaprezentowany autobus z napędem wodorowym marki NesoBus.

## Akcjonariat
Kapitał Cyfrowego Polsatu podzielony jest na 639 546 016 akcji, nad którymi kontrolę sprawują (2024):
- Zygmunt Solorz-Żak – 62,04%, poprzez:
  - TiVi Foundation
  - Tobias Solorz

- Pozostali – 37,96%

## TV Mobilna
W czerwcu 2012 roku Cyfrowy Polsat wprowadził do swojego portfolio usługę pod nazwą TV Mobilna, którą stanowił zestaw płatnych kanałów telewizyjnych i radiowych nadających w ramach czwartego multipleksu naziemnej telewizji cyfrowej, emitowanego w technologii DVB-T.
W ramach usługi TV Mobilna oferowany był dostępny za dodatkową opłatą Pakiet Ekstra składający się z 24 kanałów kodowanych – 12 telewizyjnych i 12 radiowych. Oferta programowa TV Mobilnej zawierała w sobie kanały z pięciu kategorii, z czego w przeważnej części były to kanały sportowe i filmowe. Prócz nich dostępne były też dwa inne kanały telewizyjne – jeden dziecięcy, a drugi informacyjny. Dodatkowo w ramach TV Mobilnej można było odbierać także rozgłośnie radiowe.
Pakiet Ekstra dostępny był także dla posiadaczy dekoderów do odbioru naziemnej telewizji cyfrowej T-HD 1000, T-HD 210, a także T-HD 200.
Odbiór telewizji w czasie rzeczywistym, w ramach usługi TV Mobilna, był możliwy na urządzeniach przenośnych – za pośrednictwem mobilnego dekodera M-T 5000, łączącego się siecią Wi-Fi z urządzeniem końcowym, np. smartfonem, tabletem lub laptopem. Usługa byłaa realizowana w technologii DVB-T. Do korzystania z niej nie było potrzebne połączenie z Internetem, co oznacza, że nie generowała ona transferu danych i związanych z tego tytułu opłat.
27 czerwca 2022 zaprzestano świadczenia usługi TV Mobilna, a od 14 lipca 2022 używany do tej pory przez nią multipleks został wykorzystany w nowej ofercie telewizji stacjonarnej Polsat Box.

## LTE
16 marca 2011 Cyfrowy Polsat rozpoczął testy konsumenckie Internetu LTE, superszybkiego internetu mobilnego, który podobnie jak inne technologie mobilne wykorzystuje do łączenia fale radiowe. 25 maja 2011, dzięki zmianie szerokości pasma transmisji danych z 10 MHz na 20 MHz, LTE Cyfrowego Polsatu przyspieszył do 100 Mb/s. 31 sierpnia 2011, po zakończeniu testów konsumenckich, Cyfrowy Polsat rozpoczął sprzedaż usług internetu LTE.

## smartDOM
W lutym 2014 roku wystartował program smartDom, oferta usług zintegrowanych przygotowana wspólnie przez Cyfrowy Polsat i sieć Plus.

## Usługa PPV
Od 30 listopada 2009 nadawca oferuje usługę VOD Domowa Wypożyczalnia Filmowa umożliwiającą zamówienie pojedynczego tytułu za jednorazową opłatą. Od 2011 roku Operator okazjonalnie udostępnia usługę PPV, w ramach której za jednorazową opłatą Abonent może zamówić dostęp do audycji na żywo. Pierwszym udostępnionym w ten sposób przez Cyfrowy Polsat wydarzeniem był przekaz na żywo z Gali Boksu zawodowego we Wrocławiu, pokazujący walkę Tomasza Adamka z Witalijem Kliczką o tytuł Mistrza Świata wagi ciężkiej WBC, która odbyła się 10 września 2011 roku.

## Spory sądowe
W latach 2003–2009 Cyfrowy Polsat był w sporze z TVP. Stało się tak z powodu reemisji programów telewizji publicznej na platformie. Na podstawie wyroku sądu Cyfrowy Polsat był zmuszany zaprzestać nadawania programów telewizji poprzez swoją platformę w maju 2003 roku z wyjątkiem TVP Polonia. TVP zarzucała Polsatowi niepodpisanie konkretnej umowy, dotyczącej retransmisji programów TVP. Polsat zaprzeczał, tłumacząc, że odpowiednia zgoda na retransmisję została podpisana przez prezesa TVP w 1998 roku. 19 marca 2009 podpisano umowę z TVP, która traktuje o udostępnieniu kanałów TVP Sport i TVP Info, a także reguluje prawnie obecność podstawowych kanałów TVP1 i TVP2 na platformie Cyfrowy Polsat.
2 stycznia 2017 Cyfrowy Polsat ulokował kanał Super Polsat na pozycji 84, przenosząc tym samym kanał TV Puls na pozycję 157. Kierownictwo TV Puls wyraziło oburzenie sytuacją, zarzucając Cyfrowemu Polsatowi nadużycie pozycji dominującej. Sprawa pozycji kanału TV Puls trafiła do KRRiT. W marcu 2017 Telewizja Puls wystąpiła do KRRiT o unieważnienie koncesji kanału Super Polsat, co groziło jej uchyleniem i zakończeniem nadawania kanału.